# Gyurtyuli
Gyurtyuli (orosz betűkkel: Дюртюли, baskír írással: Дүртөйлө) város Oroszországban, a Baskír Köztársaságban.

## Népesség
- 2002-ben 29 984 lakosa volt, melyből 19 444 tatár, 6715 baskír, 2908 orosz, 480 mari, 108 ukrán, 68 csuvas, 43 udmurt, 23 mordvin.
- 2010-ben 31 725 lakosa volt, melyből 20 062 tatár, 7267 baskír, 2995 orosz, 506 mari, 76 ukrán, 67 csuvas, 38 udmurt, 22 fehérorosz, 15 mordvin.